# خورخه کلندرلی

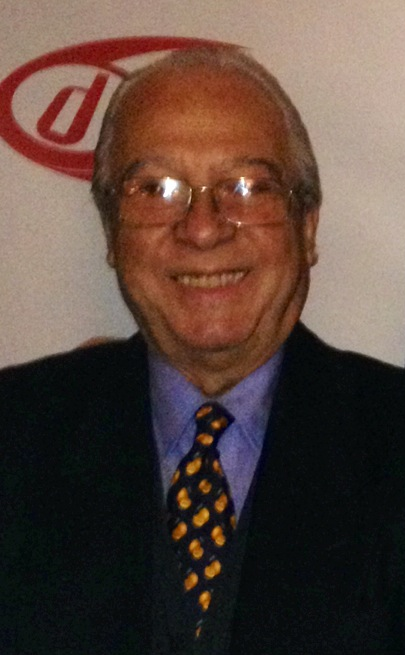
خورخه کلندرلی (2014)

خورخه کلندرلی آهنگساز ،تنظیم کننده موسیقی اهل آرژانتین است. او شش بار برنده جایزه گرمی شد، همچنین دارای 2 نامزد اسکار و 27 نامزد گرمی نیز می باشد. او در سال ۲۰۱۱ برنده جایزهٔ گرمی لاتین برای تهیه کننده سال شد.